# Casablanca (film)
Casablanca je romantična drama, ki prikazuje dogajanje med drugo svetovno vojno. Po mnenju mnogih je to najlepši romantični film vseh časov.

## Zgodba
V maroškem mestu Casablanca, ki za mnoge Evropejce predstavlja postajo na poti proti ZDA, se srečata Rick (Bogart) in Ilsa (Bergman). Poznata se iz Pariza, kjer sta pred časom preživela krajšo romanco. Ko sta se dogovorila, da bosta skupaj odpotovala iz Francije, Ilsa ni prišla na vlak in tako je Rick moral odpotovati sam. Sedaj je lastnik lokala, kjer se zbirajo tako oficirji Tretjega rajha in predstavniki Vichyske Francije, kot tudi begunci iz okupirane Evrope. Ilsa želi z možem, ki je politični begunec, odpotovati preko Casablance in Lizbone v ZDA, vendar pa za to potrebujeta prepustnico, ki jo je težko dobiti. Rick ima dve, vendar pa ima tudi sam podobne načrte kot Ilsa in njen mož Victor Laszlo.

## Nagrade
Film Casablanca je dobil tri oskarje:
- Oskar za najboljši film — Hal B. Wallis, producent
- Oskar za najboljšo režijo — Michael Curtiz
- Oskar za najboljši scenarij — Julius J. Epstein, Philip G. Epstein and Howard Koch